# オッタースベルク
オッタースベルク (ドイツ語: Ottersberg) は、ドイツ連邦共和国ニーダーザクセン州のフェルデン郡に属す単一自治体の町である。

## 地理

### 集落
1972年の自治体再編以降、オッタースベルク町は以下の集落からなる: オッタースベルク、フィッシャーフーデ、クヴェルクホルン、オッターシュテット、ポストハウゼン、エックシュテーファー、ナルタウエン。

### 地形
オッタースベルク地区とフィッシャーフーデ地区はヴェンメ川沿いの低地に位置する。クヴェルクホルン地区とオッターシュテット地区は砂地の尾根（終堆石）に位置する。ポストハウゼン地区は耕作地を抜ける街道沿いの集落が一体化した集落である。

### 隣接する市町村
オッタースベルクは、西はブレーメン、南西はオイテン、南はランクヴェーデル、東はザムトゲマインデ・ゾットルム（ローテンブルク（ヴュンメ）郡）、北はザムトゲマインデ・タルムシュテット（ローテンブルク（ヴュンメ）郡）グラスベルク、リリエンタール（オスターホルツ郡）と境を接する。

## 歴史
スコーネ戦争の1675年から1676年の戦闘で、スウェーデンは神聖ローマ帝国の領邦とデンマークとの連合軍に敗れ、1679年の終戦までこの地域を的が領有することを許した。1679年のサン＝ジェルマン条約でオッタースベルクは再びスウェーデン領となった。その後、オッタースベルクは時代とともにブラウンシュヴァイク＝リューネブルク選帝侯領、ヴェストファーレン王国、ナポレオンのフランス帝国とその帰属が変遷した。その後1866年までオッタースベルクはハノーファー王国の一部であった。プロイセンによる併合後はプロイセン王国のハノーファー州に属し、第二次世界大戦後はドイツのハノーファー州を経て最終的にはニーダーザクセン郡に属すこととなった。

## 行政
町議会は28議席からなる。町長は直接選挙で選出される。

### 紋章
町の紋章は青地（ヴュンメ川を示す）で、口に魚をくわえて水から上がるカワウソ (Fischotter) が描かれている。ただし、このカワウソは写実的な姿ではなく、獅子の頭部に鷲の爪を持った紋章学的に図案化された姿である。

## 経済と社会資本

### 交通
オッタースドルフはアウトバーンA1号線のブレーメンとハンブルクの間に位置している。鉄道ブレーメン - ハンブルク線は町の南に駅を有している。オッタースベルク/バーンホーフ地区（駅前地区）は第二次世界大戦後に発展した。ドイツ鉄道は、旧ハノーファー州にちなみ、この駅名を現在も「オッタースベルク（ハノーファー）」としている。ブレーメン - ハンブルク広域自転車道もこの町を通っている。

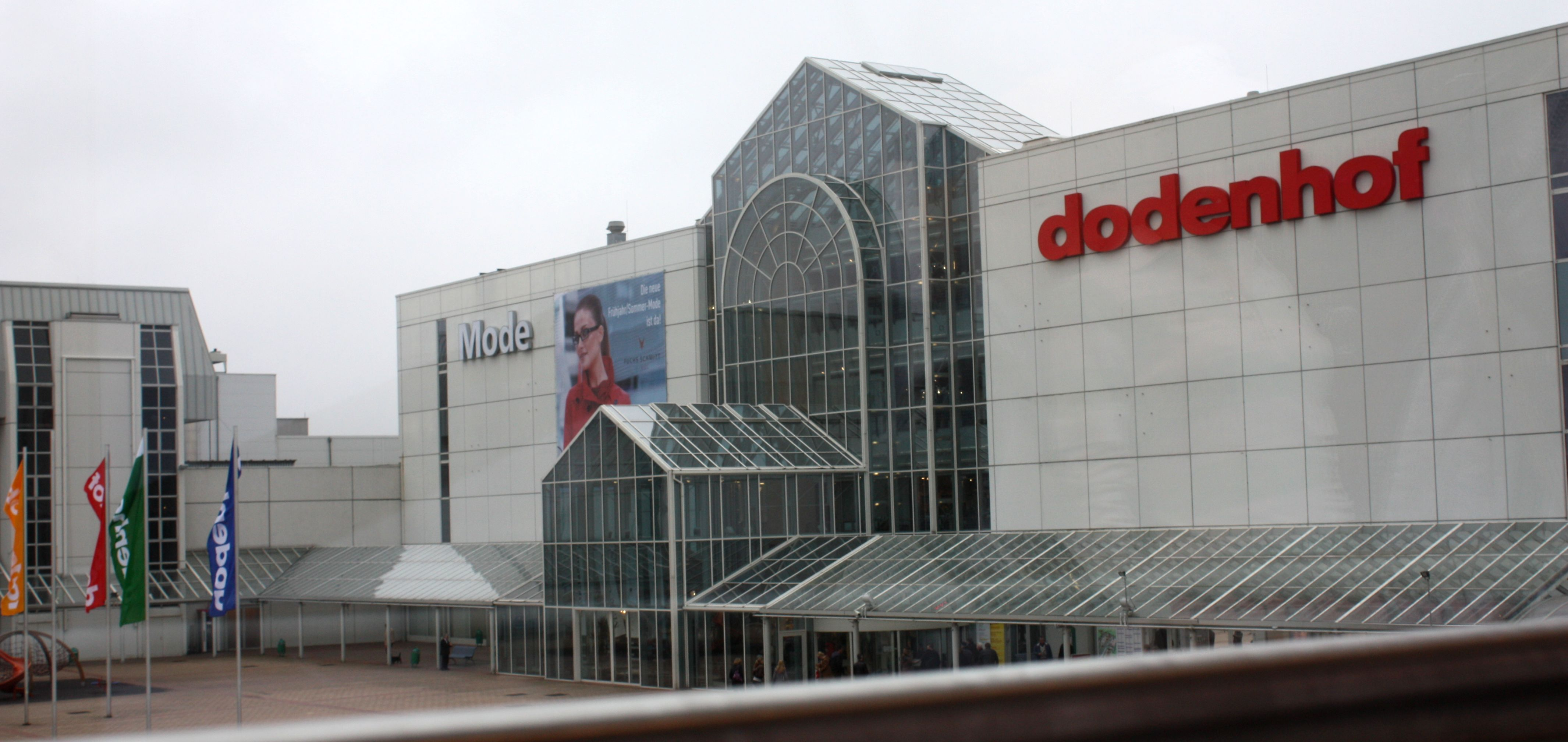
ショッピングセンター「ドーデンホーフ」

### 経済
ポストハウゼン地区にドーデンホーフ商店を構えていた家内企業は、北ドイツ最大のショッピングセンターの一つに発展した。

### 公共機関
最寄りの病院は、アヒムのアラー＝ヴェーザー病院、レジデンツ病院 - リリエンタール、ブレーメン市内の病院やディアコニー病院ローテンブルク（ヴュンメ）である。

## 文化と見所
オッタースベルク地区には、かつては城砦であった城館風のアムツホーフがある。ここには城壁や堀の跡も遺されている。この記念建造物は全面的な改修を受け、1946年以降は自由ルドルフ・シュタイナー学園が使用している。
フィッシャーフーデ地区にはオットー・モーダーゾーンをはじめとする芸術家の家がある。オットー・モーダーゾーンはクヴェルクホルンのフレーゼ・ボッデヴェク/ヴィルヘルムスハウザー通りに住んでいた。彼はクヴェルクホルンの墓地に葬られている。

### ユダヤ人墓地
オッターシュテット地区とオッタースベルク地区との間の街道沿いにあるユダヤ人墓地には、オッタースベルク周辺で1835年（あるいは1810年）から1920年までに亡くなったユダヤ人の27基の墓石が遺っている。この墓地は保護記念文化財に指定されている。

## 引用
1. ↑  Landesamt für Statistik Niedersachsen, LSN-Online Regionaldatenbank, Tabelle A100001G: Fortschreibung des Bevölkerungsstandes, Stand 31. Dezember 2023